# Fox News Radio
Fox News Radio (FNR) ist ein US-amerikanisches Radionetzwerk der rechtskonservativen 21st Century Fox-Gruppe, zu der auch der Kabelfernsehsenders Fox News Channel gehört.

## Geschichte
Der Verbund wurde 2003 gegründet und produziert Inhalte, die als Syndikat-Programme (siehe auch Content-Syndication) über den Satelliten-Zuspieldienst Westwood One an Radiostationen in den Vereinigten Staaten verteilt werden.
Zum Start 2003 produzierte der Fernsehsender Fox News Channel jede Stunde einminütige Radiobeiträge und verbreitete sie über Westwood One. 2005 wurde das Programm auf fünfminütige Radionachrichten jede Stunden und einen 1 Minütigen Newsflash zur jeweiligen Halben Stunde ausgedehnt. Fox schloss eine Kooperation mit dem größten Besitzer von Radiostationen in den USA Clear Channel Communication (heute iHeartMedia). Dadurch hat FNR Zugriff auf Beiträge von iHeartMedia-Stationen und diese senden wiederum die Programme von FNR. Auch Radiostationen, die lange Zeit Mitglieder von ABC News Radio (heute im Besitz des Konkurrenten Cumulus Media) und CBS Radio News waren, übertragen mittlerweile Fox News Radio.

## Inhalte
Der bekannteste US-Talker, der konservative Rush Limbaugh, war über sein (zu iHeartMedia gehörendem Excellence) in Broadcasting-Netzwerk („The Rush Limbaugh Show“) mit FNR verbunden. Limbaugh behauptete in seiner Sendung wiederholt, dass die „Mainstream-Medien“ befangen seien und konservative Ansichten vernachlässigten. Als Teil von Rupert Murdochs 21st Century Fox ist FNR allerdings selbst ein führender Teil der konservativen Mainstream-Medien in den Vereinigten Staaten.
Im US-Wahlkampf 2016 schloss iHeartMedia eine Kooperation mit FNR. Die mehr als 130 iHeartMedia News/Talk-Radiostationen übernahmen die Übertragung der republikanischen Vorwahlen von Fox News Radio.